# Arzamasz
Arzamasz (oroszul: Арзамас) város Oroszország Nyizsnyij Novgorod-i területén. A Tyosa folyó mentén (az Oka mellékfolyója), Moszkvától 400 km-re keletre fekszik.  Népessége: 108 951 (1989. évi népszámlálási adat); 109 432 (2002. évi népszámlálási adat); 106 362 (2010. évi népszámlálási adat).

## Története
Arzamaszt 1578-ban alapította Rettegett Iván cár. Ebben az időszakban mordvinok népesítették be a területet. 1737-ben több mint 7000 ember élt Arzamaszban és a város kulcsfontosságúvá vált mint a Moszkva és Oroszország keleti része közötti tranzitútvonal egyik központja. Híres volt libáiról, hagymájáról és bőrdíszművességéről.
Nagy Katalin 1781-ben hivatalosan is városi rangra emelte Arzamaszt. A 19. században Arzamasz templomainak és katedrálisainak száma meghaladta a 20-at, közöttük említve a Feltámadás katedrálist. A katedrális birodalmi stílusban épült, emléket állítva az oroszok 1812-ben Napóleon felett aratott győzelmének.
Arzamaszban az Alekszandr Sztupin művészeti iskola 1802 és 1862 közötti működése alatt sok híres orosz művész tanult, köztük Vaszilij Perov.
1954–1957 között Arzamasz volt az Arzamasz terület központja.
Arzamasz város neve a tőle nem messze fekvő Arzamasz–16 (korábban és ma: Szarov) zárt városról vált híressé, ahol az atomfegyverek fejlesztésével foglalkozó kutatóintézet működik.
Jelentős ipari központ, melyben a gépgyártás domináns. Ott működik a GAZ Csoporthoz tartozó, harcjárműveket gyártó Arzamaszi Gépgyár.